# 上田保
上田 保（うえだ たもつ、1894年（明治27年）8月25日 - 1980年（昭和55年）6月6日）は、日本の弁護士、政治家で、初代～第4代大分市長（在任：1947年（昭和22年）4月7日 - 1963年（昭和38年）3月9日）。大分市名誉市民でもある。

## 略歴
1894年（明治27年）8月25日、上田庫蔵・カネ夫妻の三男として大分県大分郡豊府村（現大分市畑中）に生まれる。上京し、和仏法律学校(現・法政大学)法律科で学び、27歳の時に弁護士試験に合格する。その8年後の1929年（昭和4年）に法律案内書「趣味の法律」を出版しベストセラーとなる。
戦時中に大分に引き揚げ、1947年（昭和22年）に初代の公選大分市長に当選し、連続4期務めた。第二次世界大戦の大分空襲で被災し復興が遅れていた大分市を後述するアイデアなどでわずか5年でほぼ復興させた。
また、上田自身が敬虔なカトリック信者であったため、キリシタン殉教記念公園を建立するなどキリシタン文化の発展に貢献している。
1980年（昭和55年）6月6日、急性心不全のため85歳で逝去。前大分県知事の平松守彦は娘婿。

## 奇抜なアイデア
彼は在任中奇抜で独創的なアイデアで大分市を復興させ「アイデア市長」の名で親しまれた。その主なものは以下の通りである。
- 日豊本線西大分駅付近から大分港へと至る大分港臨港線を設置した。
- 大分市大道と南大分を結ぶ国道210号大道トンネルを建設した。
- 大分鉄道管理局（現九州旅客鉄道大分支社）を誘致した。
- 大分市と鶴崎市、大分町、大南町、坂ノ市町、大在村との合併を行った。
- 高崎山で作物を荒らしていたニホンザルに餌付けを行い、高崎山自然動物園として観光資源にした。

また、市長退任後は、株式会社大分生態水族館を設立してその社長となり、大分生態水族館マリーンパレス（現在の大分マリーンパレス水族館「うみたまご」）を建設。世界初の潮流式回遊水槽を設置し、餌付けショーを行う。これも見事に成功、開館から7年間にわたり、日本国内で最も入場者数の多い水族館となる。
これらのアイデアは、今日の大分市の発展基盤を築いたものと言っても過言ではない。